# Nathan Rapoport
Nathan Yaakov Rapoport (Varsavia, 7 novembre 1911 – New York, 4 giugno 1987) è stato uno scultore polacco naturalizzato israeliano e statunitense.

## Biografia
Rapoport nacque nel 1911 a Varsavia, in Polonia. Nel 1936, dopo aver vinto una borsa di studio, si trasferì in Francia e poi in Italia per proseguire la sua formazione. Fuggì in Unione Sovietica dopo l'invasione nazista della Polonia. Inizialmente i sovietici gli fornirono uno studio, ma poi lo costrinsero a lavorare come manovale. Al termine del conflitto, tornò in Polonia per studiare all'Accademia di belle arti di Varsavia e poi immigrò in Israele. Nel 1959 si trasferì infine negli Stati Uniti, vivendo a New York City fino alla sua morte, avvenuta nel 1987.

## Opere principali
- Liberation (Memoriale dell'Olocausto), 1985, bronzo, Liberty State Park, Jersey City, New Jersey.
- Monumento agli eroi del ghetto a Varsavia, Polonia.
- Monumento a Mordechai Anielewicz al Kibbutz Yad Mordechai, Israele.
- The Last March, scultura in bronzo, Yad Vashem, Gerusalemme, Israele.
- The Warsaw Ghetto Uprising, scultura in bronzo, Yad Vashem, Gerusalemme, Israele
- Philadelphia Holocaust Memorial al Benjamin Franklin Parkway, Filadelfia, Pennsylvania.
- Korczak's Last Walk presso la Sinagoga di Park Avenue, New York, NY.

## Galleria d'immagini

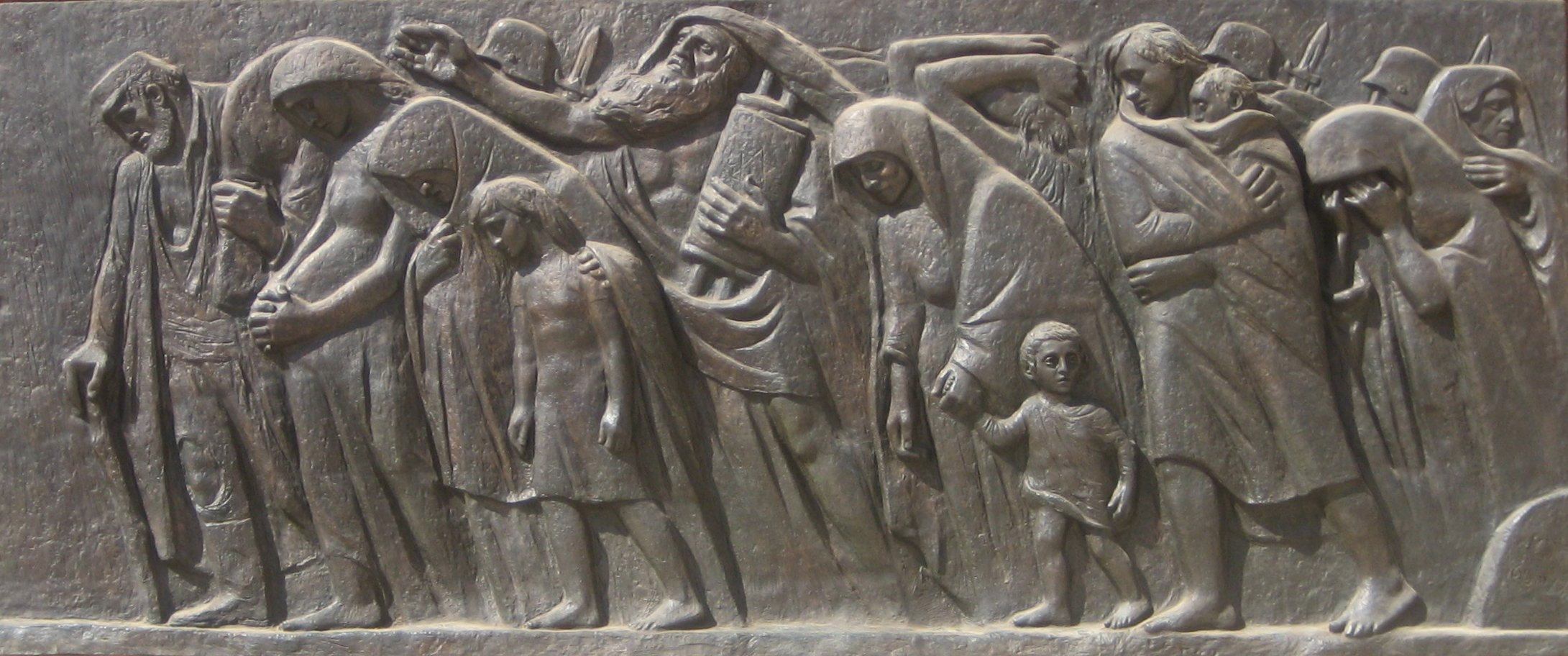
The Last March, scultura in bronzo, Yad Vashem, Gerusalemme, Israele
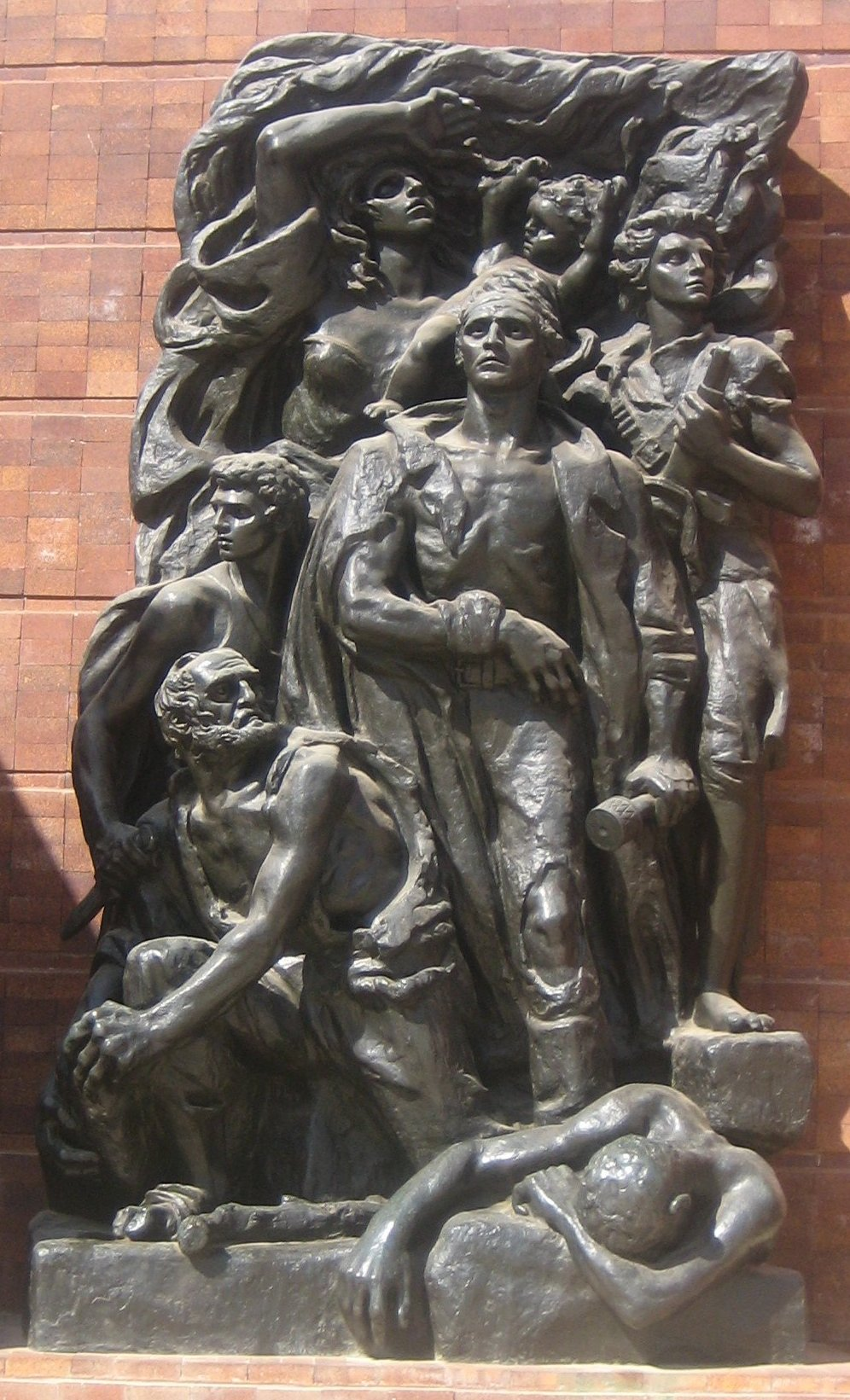
The Warsaw Ghetto Uprising, scultura in bronzo, 1947, Yad Vashem, Gerusalemme, Israele
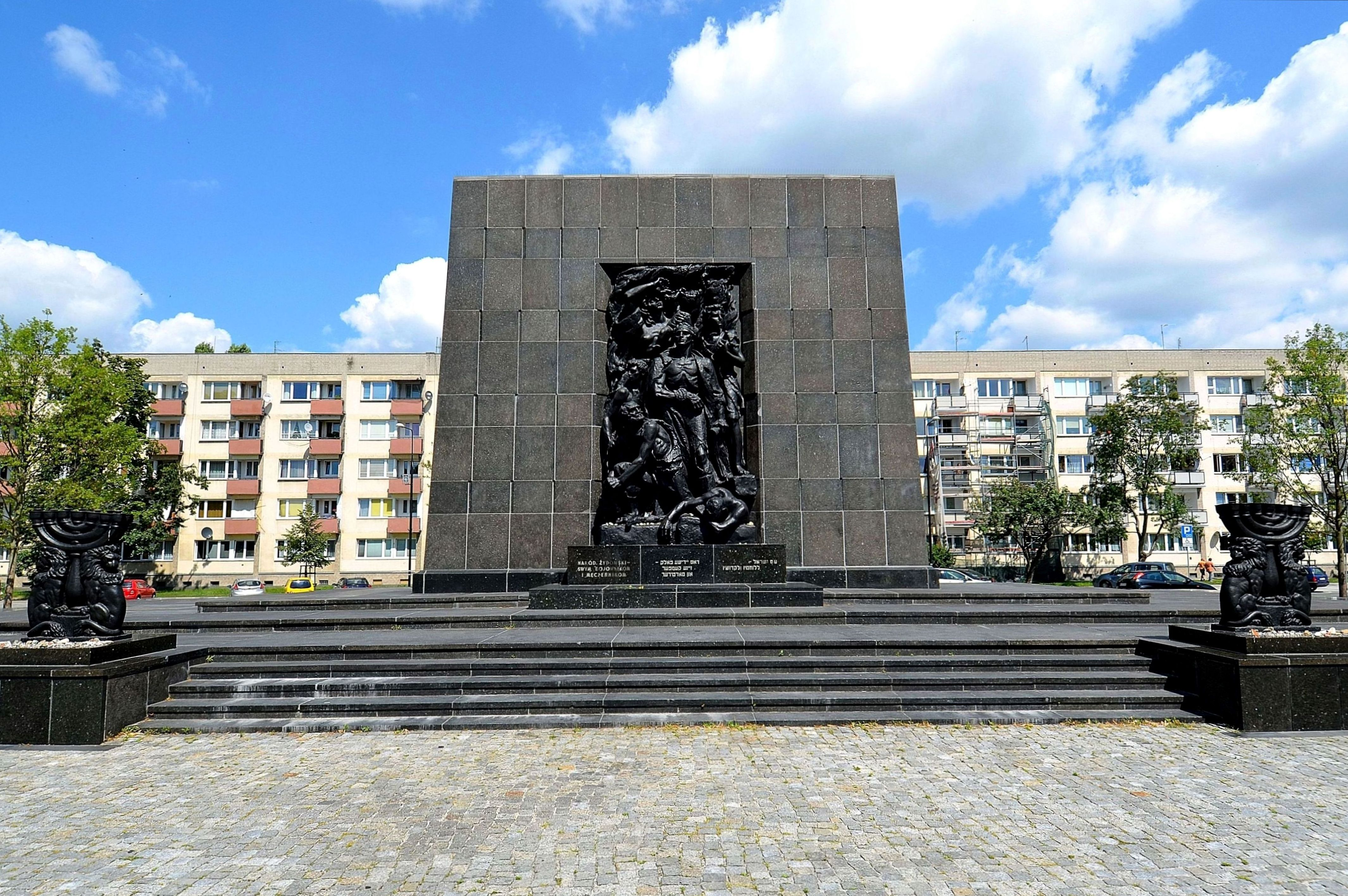
Monumento agli eroi del ghetto a Varsavia
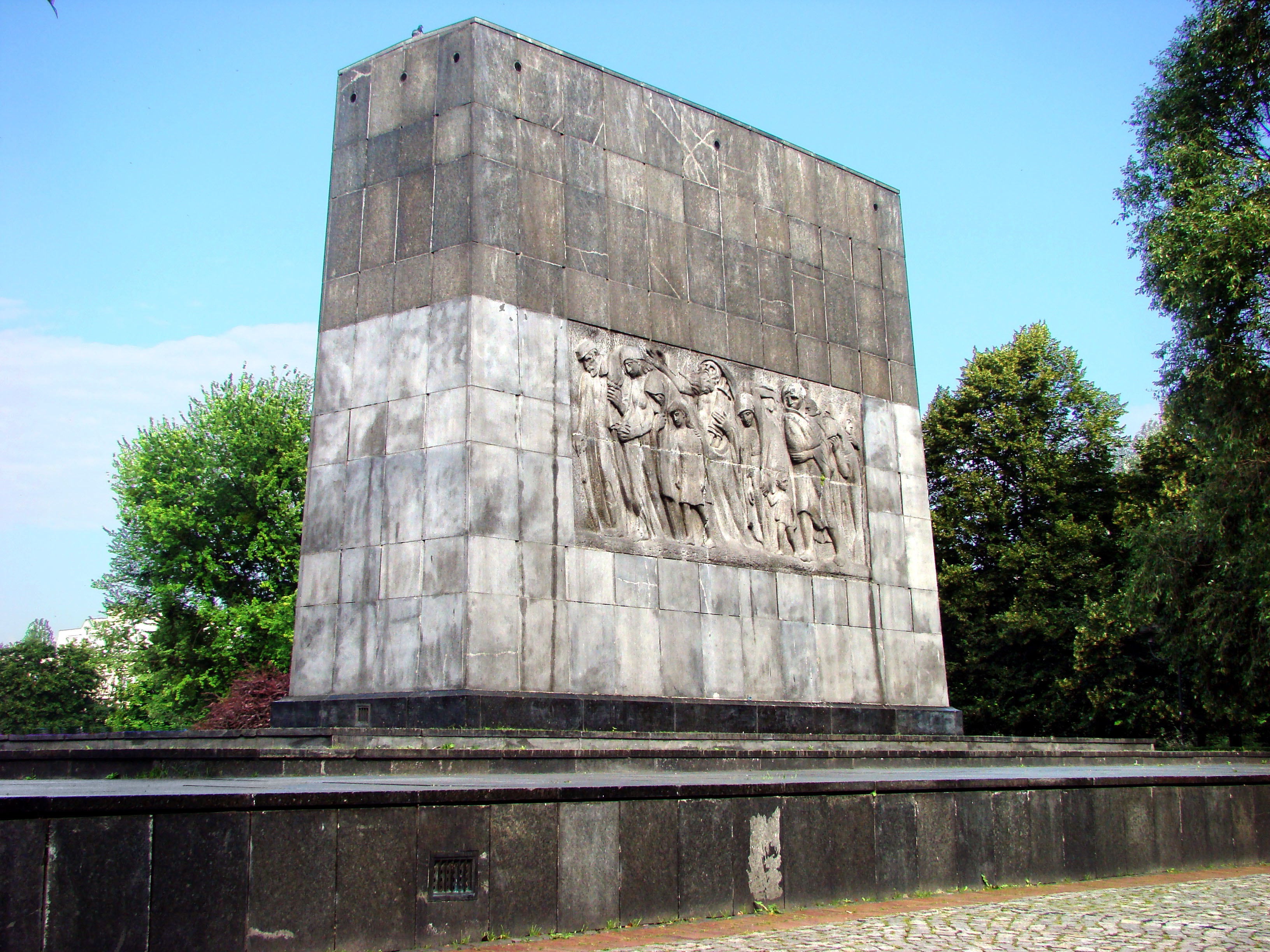
Monumento agli eroi del ghetto a Varsavia, visto dal lato est
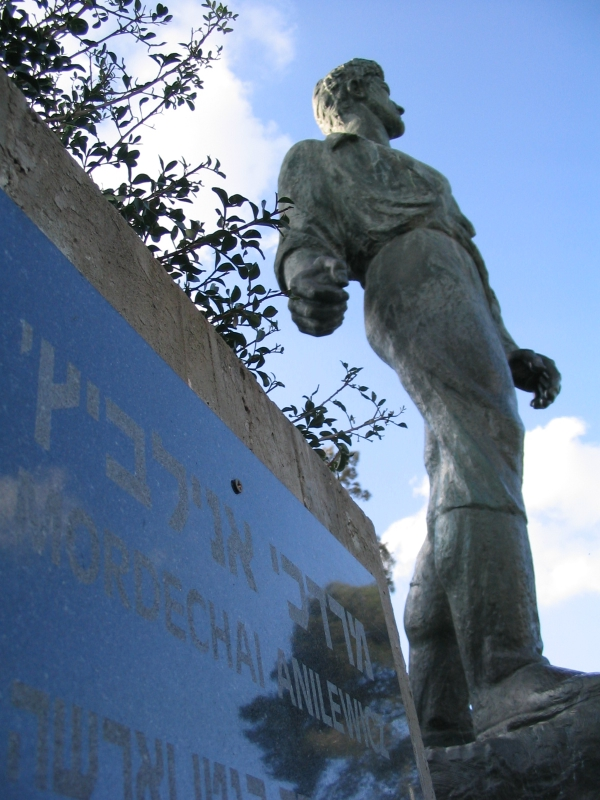
Monumento a Mordechai Anielewicz a Yad Mordechai, Israele
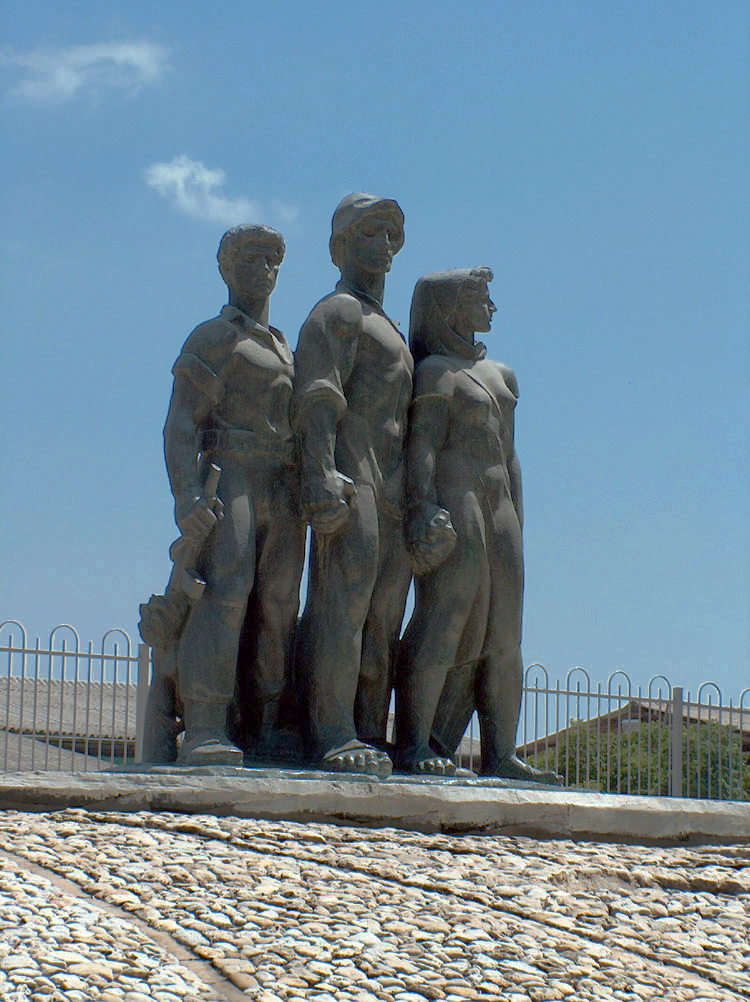
Monumento a Kibbuz Negba, Israele
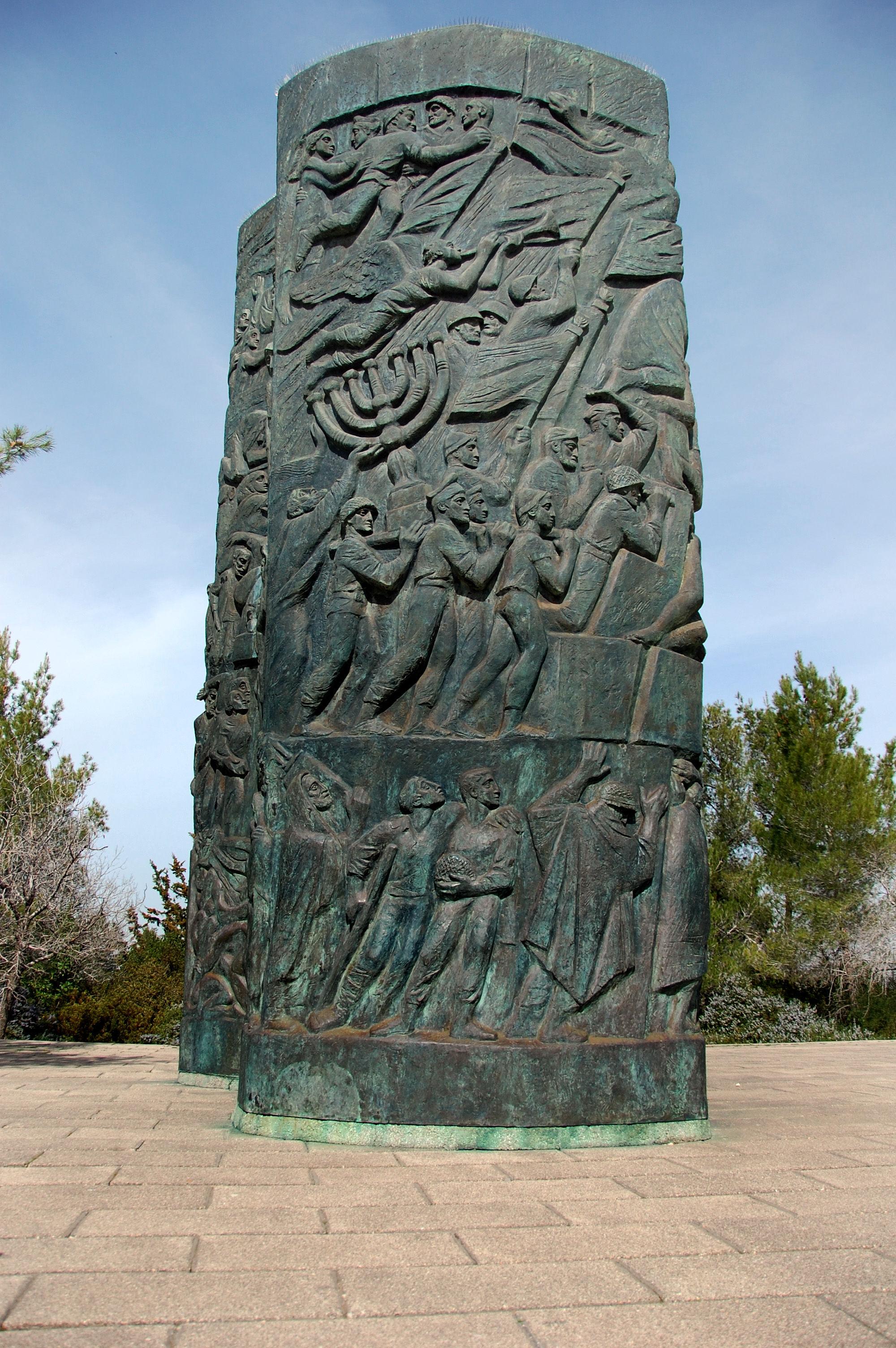
Scrolls of Fire vicino a Gerusalemme, Israele